# Miguel Veloso
Miguel Luís Pinto Veloso, född 11 maj 1986 i Coimbra, Portugal, är en portugisisk tidigare fotbollsspelare. Han spelade mellan 2007 och 2015 för det portugisiska landslaget. Han spelade oftast som central mittfältare och är känd för sin fina vänsterfot. Hans far António Veloso är också en tidigare fotbollsspelare som även spelat i det portugisiska landslaget. Hans mor heter Teresa och hans lillasyster heter Raquel. Han bar Miguel på ryggen.

## Karriär
Veloso började spela fotboll i SL Benfica. När han var 14 år bytte han klubb till rivalerna Sporting Lissabon, där han spelade fem år innan han blev utlånad till CD Olivais e Moscavide där han blev lagets bästa spelare säsongen 2006-2007.

### Sporting Lissabon
På grund av det lyckade lånet i CD Olivais e Moscavide kallade Sporting Lissabon tillbaks honom. I UEFA Champions League-debuten mot Inter vann klubben med 1–0, mycket tack vare Veloso då han stoppade spelare som Patrick Vieira och Luis Figo från att spela bra i matchen. Säsongen 2007/2008 spelade Veloso tillsammans med João Moutinho nästan varenda match med Sporting. I januari 2007 skrev Veloso på ett kontrakt med Sporting som sträcker sig fram till 2013.

### Landslaget
Första gången Veloso blev kallad till landslaget var den 14 augusti 2007 mot Armenien. Men han spelade inte sin första landskamp förrän den 13 oktober 2007 då det portugisiska landslaget mötte Azerbajdzjan

## Meriter

### Klubblag
Sporting Lissabon
- Portugisiska cupen: 2007, 2008
- Portugisiska supercupen: 2007, 2008

Dynamo Kiev
- Premjer-liha: 2014/2015
- Ukrainska cupen: 2013/2014, 2014/2015

### Landslag
- U17-EM: 2003